# Stockholms pendeltåg
Stockholms pendeltåg är tåg som går i pendeltrafik mellan bland annat Stockholm och orter utanför staden på Trafikverkets spår i Stockholms län. Storstockholms Lokaltrafik (SL) är trafikhuvudman för trafiken. SJ Stockholmståg är trafikoperatör på uppdrag åt SL sedan 3 mars 2024.
Pendeltågssystemet består av fyra huvudlinjer och 54 stationer, och har cirka 368 000 påstigande per vardag, cirka 125 miljoner resor per år, närmare hälften av Sveriges 246 miljoner tågresor (2018) (tunnelbanans 440 miljoner ej medräknat). Och 6,5 miljoner personkilometer per vardag, cirka 2,2 miljarder per år, att jämföra med järnvägen totalt på 13,5 miljarder och tunnelbanan på cirka 2,4 miljarder personkilometer per år (7,2 miljoner per vardag). De flesta stationer ligger inom Stockholms län, men Knivsta, och ändstationerna Bålsta och Uppsala C ligger i Uppsala län, och Gnesta i Södermanlands län. På sträckorna Kungsängen–Västerhaninge, Märsta–Älvsjö och Uppsala C–Södertälje centrum går tågen varje kvart under dagtid och en gång i halvtimmen på kvällar. På de yttre delarna är trafiken glesare. I rusningstrafik går det insatståg, extra avgångar på de centrala delarna av pendeltågssystemet, huvudsakligen till och från Bro, Kallhäll, Tumba och Södertälje centrum.

## Historik

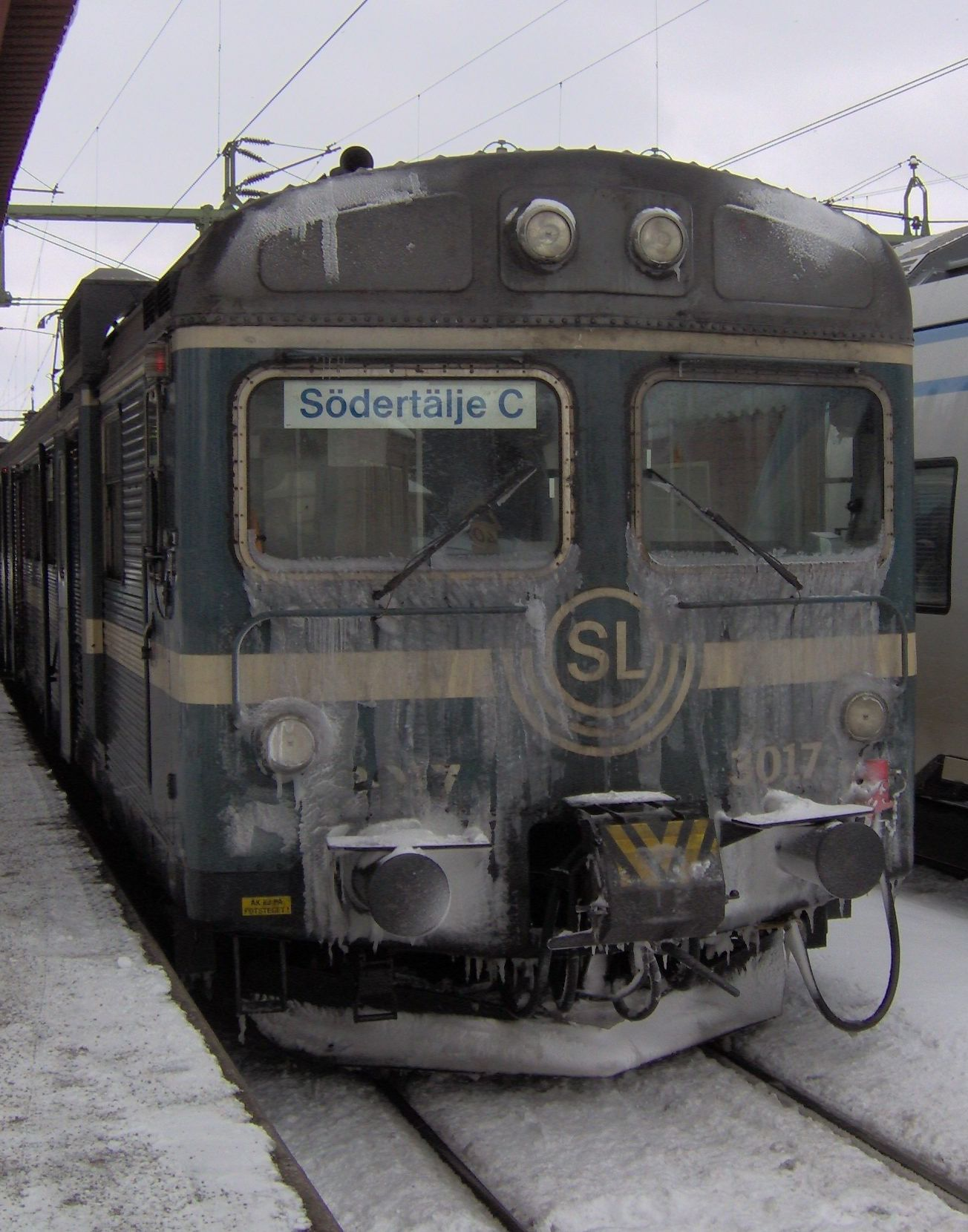
Vintertid har pendeltågens tillförlitlighet varit mer varierande; här ses ett nedisat pendeltåg av typen X1.

Lokaltrafik på järnvägslinjerna runt Stockholm har bedrivits sedan slutet av 1800-talet. Den sköttes av Statens Järnvägar (SJ) och andra järnvägsbolag som en integrerad del av deras övriga verksamhet. På 1960-talet ville SJ av lönsamhetsskäl avhända sig lokaltrafiken. Efter Hörjelöverenskommelsen övertog AB Storstockholms Lokaltrafik (SL) ansvaret för den lokala persontrafiken på järnväg inom Stockholms län. SL bestämde nu taxor och trafikutbud, och SJ blev trafikentreprenör åt SL. Trafiken skulle byggas ut och bedrivas "tunnelbanemässigt". Stationerna rustades upp och nya motorvagnståg anskaffades. De första tågen av typen X1 sattes i trafik den 12 maj 1968. 15 år senare kom efterföljaren X10 som var mycket lik sin föregångare och dessutom kunde sammankopplas med den.
2005 gjorde så X60 entré och är sedan Citybanans öppnande den enda tågtyp som används i trafiken. Konceptet benämndes först "SL förortståg", därefter "SL lokaltåg". Inte förrän en bit in på 1980-talet blev benämningen "Pendeltåg" officiell.
Under det första året fanns bara en pendeltågslinje som gick Södertälje södra–Stockholm C–Kungsängen.  Den 1 juni 1969 ändrades Södertäljelinjen så den gick till Märsta istället, och en ny pendeltågslinje, Stockholm–Kungsängen, inrättades. Kungsängenlinjen gick i början från "norra säcken" på Stockholm C, bland andra norrgående tåg, vilket medförde att man var tvungen att gå genom biljetthallen i Stockholm C om man ville byta mellan de båda pendeltågslinjerna (eller också fick man byta vid Karlbergs station). Först 18 juni 1973 öppnades genomgående pendeltågstrafik Kungsängen–Stockholm–Jordbro. 1 oktober samma år förlängdes linjen till Västerhaninge, med anslutande pendel i Västerhaninge till Nynäshamn på Nynäsbanan. Tågbyte krävdes eftersom endast kortare tåg trafikerade bandelen mellan Västerhaninge och Nynäshamn, och perrongerna var inte anpassade för långa tågsätt.
Från starten gick SL:s pendeltågstrafik helt och hållet på samma spår som SJ:s gods- och fjärrtågstrafik. Det stod dock klart att kapaciteten måste ökas och att pendeltågen på sikt skulle få allt fler "egna" spår. Utbyggnad från dubbelspår till fyrspår skulle ske på de mest trafikerade sträckorna och pendeltågen skulle köras på de inre spåren och övrig passagerartrafik på de yttre. Det första fyrspåret togs i bruk mellan Årstabron och Älvsjö 1972. Mellan åren 1986 och 1996 skedde sedan en omfattande utbyggnad till fyrspår. Fjärrtrafiken på Västra stambanans nordligaste del överfördes under perioden till den nybyggda parallella bansträckan Grödingebanan. Den tidigare enkelspåriga grenen mellan Älvsjö och Hemfosa har byggts ut till dubbelspår, och flera av hållplatserna mellan Hemfosa och Nynäshamn har byggts ut till stationer med mötesspår. Sålunda har pendeltågen sen 2017 i stort sett egna dubbelspår som de delar med godstrafiken från Järna och Nynäshamn till Mälarbanan och Arlandabanan tar av, och från Västerhaninge till Älvsjö.
Pendeltågstrafiken har byggts ut i flera etapper. Flemingsbergs station öppnades februari 1988 och Södertälje syd undre (tåg mellan Södertälje och Gnesta) öppnades september 1995. 2001 invigdes sträckan Kungsängen–Bålsta, varvid Bålsta utöver SJ-trafik även fick pendeltågsförbindelse. Stationerna Årstaberg och Gröndalsviken togs i bruk 2006 respektive 2008 (Gröndalsviken ersatte stationen Nynäs Havsbad som då lades ned). 9 december 2012 öppnade en ny linje mellan Älvsjö och Uppsala, via Stockholm C och Arlanda flygplats. Trafikoperatör åt SL var 1967–2000 Statens Järnvägar (SJ), därefter Citypendeln fram till 17 juni 2006, Stockholmståg fram till 10 december 2016, och MTR Pendeltågen fram till 2 mars 2024. Sedan 3 mars 2024 är SJ Stockholmståg trafikoperatör, ett dotterbolag till SJ. Själva tågen ägs dock av SL, liksom alla fordon i SL:s spårtrafik.
Den 10 juli 2017 skedde trafikstart av Citybanan, en järnvägstunnel under centrala Stockholm som sträcker sig från Stockholms södra till Tomteboda. I och med färdigställandet av tunneln fördubblades teoretiskt sett spårkapaciteten genom Stockholm och gav pendeltågstrafiken två nya stationer samt egna spår på sträckan. I Citybanan ingick även byggandet av två stationer; Stockholm City i nära anslutning till centralstationen och T-centralen, samt station Stockholm Odenplan (som ersatte Karlbergs station) med bytesmöjlighet till tunnelbanans gröna linje. Projektet kostade cirka 16 miljarder kronor i 2009 års prisnivå. Öppnandet av Citybanan gjorde att de äldre tågen av modell X10 togs ur trafik eftersom de inte uppfyllde nya säkerhetsregler för tunneln och var inte anpassade för plattformsdörrar. I praktiken ökades inte spårkapaciteten så mycket eftersom det gick 24 tåg per timme och riktning på den gamla banan, varav 16 pendeltåg och åtta fjärrtåg, och det på grund av plattformsdörrarnas långsamhet inte gick att köra mycket fler än 16 pendeltåg per timme och riktning ändå trots egna spår. Dessutom var det i början brist på fordon då alla inköpta tåg inte levererats.

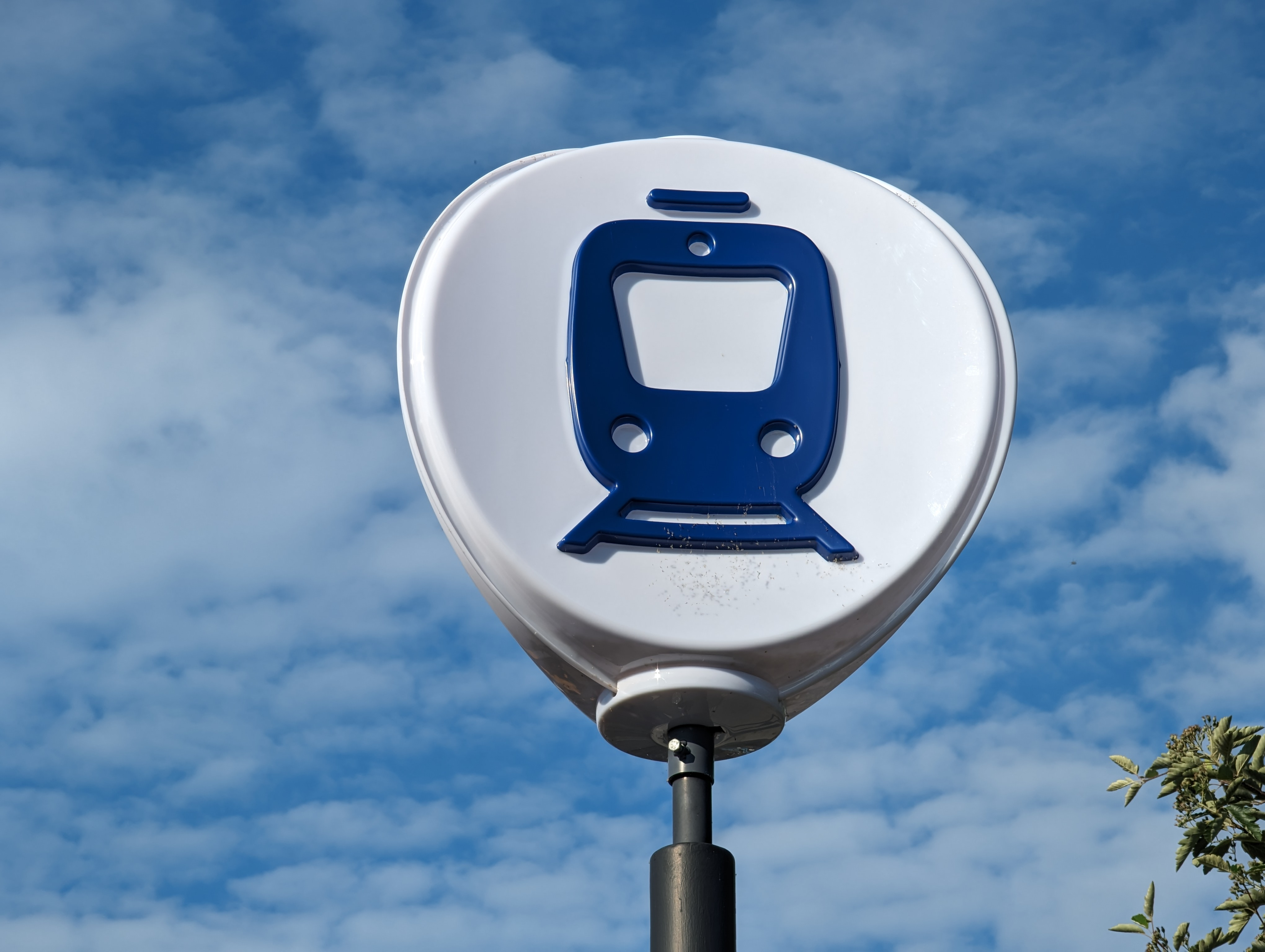
Pendeltågsskylt på Nynäshamns station 2023.

Den 9 juni 2021 beslutades det att tågvärdarna ombord skulle bytas ut mot kameror. Detta möttes med protester från Service- och Kommunikationsfacket (SEKO) som ansåg att detta beslut försvagade facket samt utsatte lokförarna för orimlig press. En vild strejk bedriven av lokförarna bröt i samband med konflikten om tågvärdarna ut den 17 april 2023. Strejken pågick till kl 23:59 den 19 april 2023 och resulterade i att ett skyddsstopp tillsattes på pendeltåg som kördes utan tågvärd. Detta skyddsstopp hävdes efter 2 dagar. Beslutet att byta ut tågvärdarna mot kameror hävdes inte men har fått fortsatt kritik från Pendelklubben, SEKO:s fackklubb för pendeltågsanställda.
I april 2024 meddelade SL och Trafikverket att de klassiska J-skyltarna för Stockholms pendeltåg ersätts av nya skyltar med en tågsymbol. Syftet med förändringen är att göra det lättare för resenärer att hitta till pendeltågen. Några av de nya skyltarna monterades under 2023. J-symbolen används inte heller längre på SL:s webbplats.

## Linjer

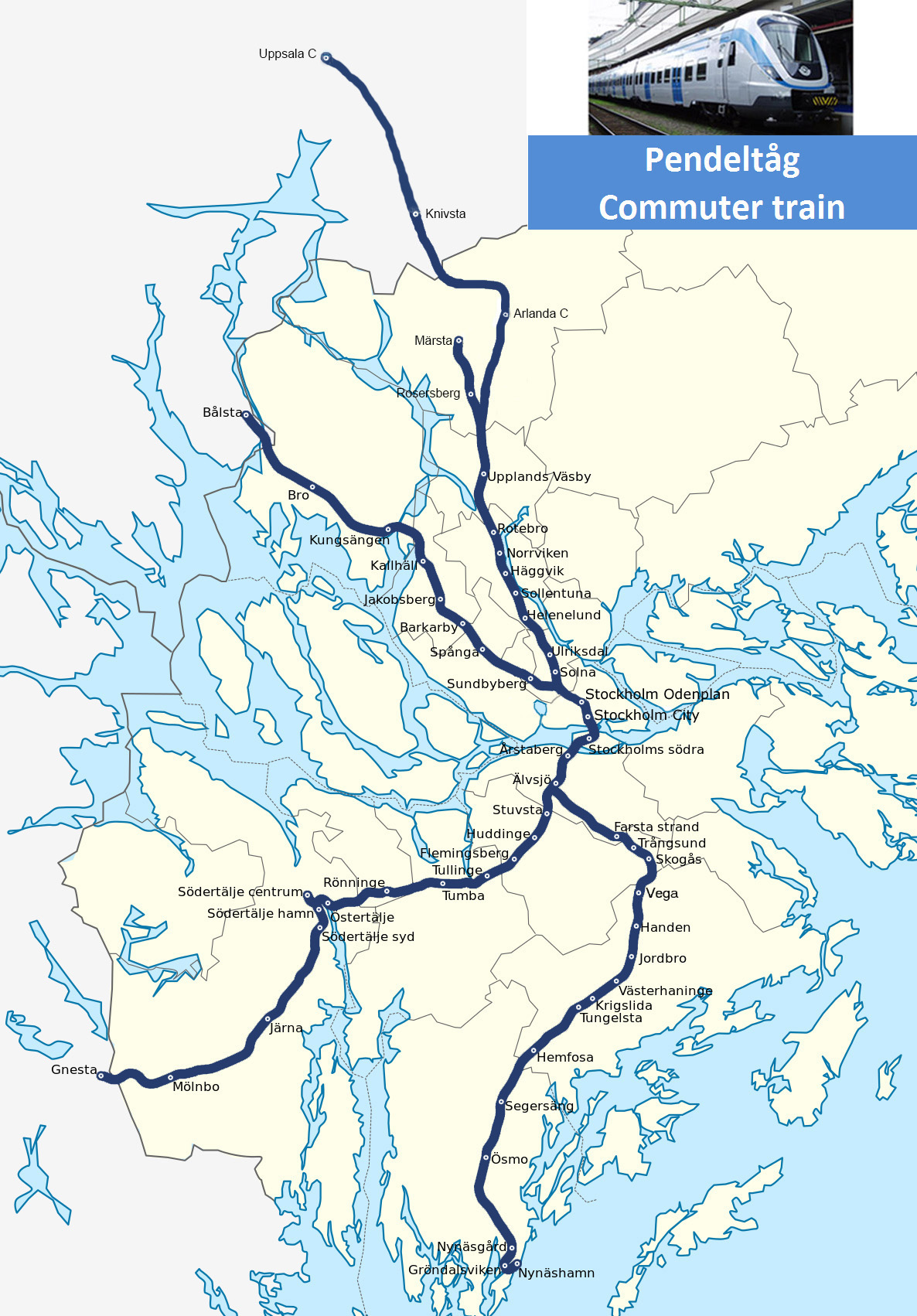
Geografisk linjekarta för pendeltågen, 2019

| Linje                   | Sträcka                                         | Restid                  | Längd  | Stationer | Stannar ej vid                   |
| ----------------------- | ----------------------------------------------- | ----------------------- | ------ | --------- | -------------------------------- |
| 40                      | Uppsala C – Stockholm City – Södertälje centrum | 1:41                    | 103 km | 25        |                                  |
| 41                      | Märsta – Stockholm City – Södertälje centrum    | 1:24                    | 74 km  | 24        |                                  |
| 43                      | Bålsta – Stockholm City – Nynäshamn             | 1:45                    | 105 km | 29        |                                  |
| 43X                     | Kallhälls station – Stockholm City – Nynäshamn  | 1:25                    | 84 km  | 21        | Trångsund, Skogås, Vega, Jordbro |
| 48                      | Södertälje centrum – Gnesta                     | 0:24                    | 30 km  | 6         |                                  |
| Hela pendeltågssystemet | Hela pendeltågssystemet                         | Hela pendeltågssystemet | 241 km | 54        |                                  |

### Anslutningar
- Linjen mellan Gnesta och Södertälje centrum har alltid anslutning i Södertälje hamn mot Stockholm City.

## Tider
Trafiken på de två huvudlinjerna på sträckorna Märsta–Södertälje centrum och Bålsta–Nynäshamn har ett grundutbud med regelbunden 30-minuterstrafik från klockan fem på morgonen till klockan ett på natten, med regelbunden 15-minuterstrafik under dagtid. Halvtimmestrafik bedrivs på sträckorna Bålsta–Kungsängen, Västerhaninge–Nynäshamn och Upplands Väsby–Uppsala. I rusningstrafik går vissa insatståg på de centrala delarna och ger som bäst genomsnittlig 7½-minuterstrafik på respektive linje. På den gemensamma sträckan mellan Odenplan och Älvsjö går det i genomsnitt ett tåg var fjärde minut i vardera riktning i rusningstrafik. Övriga sträckor har något glesare trafik, ungefär vartannat tåg från Kungsängen fortsätter till Bålsta. Sommartid går pendeltågen med en reducerad tidtabell.
Pendeltågen körs med motorvagnar av typena X60 och X60B. Som längst är ett pendeltåg 214 meter och kan ta cirka 1 800 passagerare, varav 750 sittande. Topphastigheten är 160 km/h. Genomsnittshastigheten inklusive stationsuppehåll är ca 60 km/h.

## Stationer

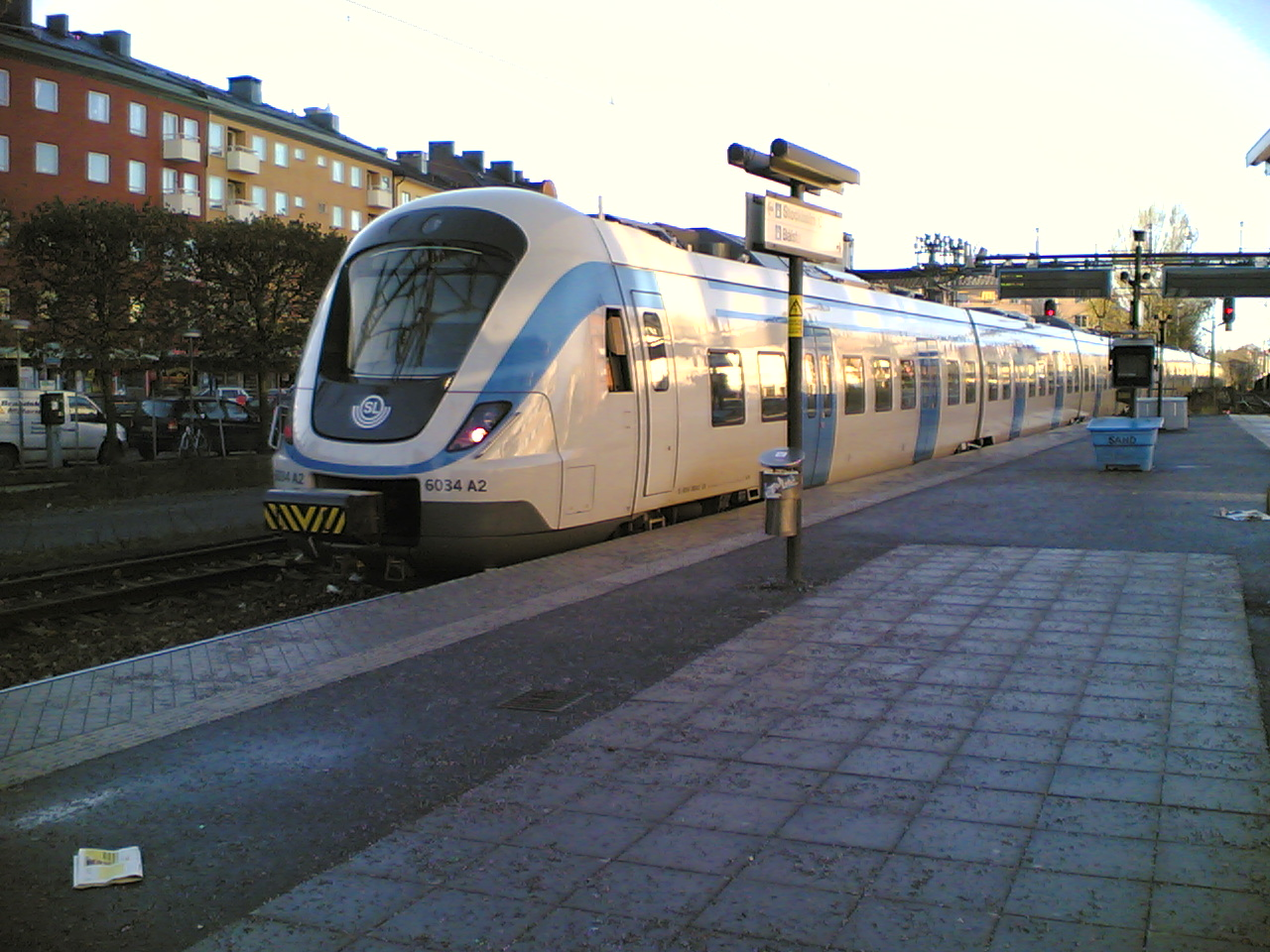
Sundbyberg, en typisk pendeltågsstation med mittplattform, men också en av få stationer i nätet där regionaltåg och pendeltåg avgår från samma spår.

Det finns 54 stationer i pendeltågsnätet, och de allra flesta stationerna är utformade på ett likartat sätt med en mittplattform och en eller två ingångar med biljettspärrar. Vissa bytesstationer har dock flera plattformar. På sträckorna Södertälje syd–Gnesta, Västerhaninge–Nynäshamn samt Arlanda–Uppsala C saknas biljettspärrar. Det finns inga tågvärdar ombord så istället görs regelbundna biljettkontroller. Biljetten måste därför köpas och aktiveras innan ombordstigning.
Pendeltågen går på Trafikverkets spår och samsas med övriga tåg om utrymmet. Men bortsett från omledningar vid större trafikstörningar samt enstaka godståg har pendeltågen egna spår på en stor del av nätet, dock ej på sträckorna Tomteboda–Spånga, Kallhäll–Bålsta, Upplands Väsby–Märsta, Upplands Väsby–Arlanda–Uppsala samt Järna–Gnesta. På åtta stationer finns omstigningsmöjlighet mellan pendeltåg och regionaltåg, och sex har anslutning till tunnelbane- eller spårvägstrafik. Perrongerna är i de flesta fall högre än enligt svensk standard, vilket underlättar ombordstigning. Det gäller inte vissa stationer som även har regionaltåg eller fjärrtåg vid samma plattform, bland annat Arlanda och Knivsta.

## Resande
Varje dag görs cirka 368 000 resor med pendeltågen. Största stationen är Stockholm City. Fram till 2017 var det Stockholms central som var störst och hade drygt 64 000 påstigande pendeltågsresenärer per dag. Den minsta är Hemfosa som har cirka 150 påstigande per dag. Belastningen är som störst på grenen mot Södertälje med nästan 70 000 påstigande per dag. Totalt görs över 6 miljoner personkilometer med pendeltågen en vanlig vardag.
De 10 största stationerna (antal påstigande på pendeltåg en vintervardag 2022):
1. Stockholm City (54 800 personer)
2. Stockholm Odenplan (34 800)
3. Stockholms södra (17 300)
4. Älvsjö (16 700)
5. Solna (16 000)
6. Sundbyberg (12 900)
7. Årstaberg (12 200)
8. Flemingsberg (11 600)
9. Jakobsberg (11 400)
10. Sollentuna (11 000)

## Kvalitet
Pendeltågen har under åren haft stora problem med punktlighet och inställda tåg. Punktligheten, som mäts i andelen avgångar högst 3 minuter efter och högst 1 minut före tidtabell, var 2009 på 90,4 % vilket är sämst bland SL:s olika trafikslag, men samtidigt betydligt bättre än föregående tio år. Andelen inställda tåg är också hög. 2009 var 1,5 % av alla beställda avgångar inställda.
SL gör regelbundet mätningar bland resenärerna om upplevd kvalitet, och hösten 2010 uppgav 59 % att de var nöjda med pendeltågstrafiken. Störst missnöje återfanns bland resenärerna mot Nynäshamn där endast 47 % var nöjda med trafiken.
Punktlighet, inställda avgångar och andel nöjda resenärer 2001–2010:
|                    | 2001   | 2002   | 2003   | 2004   | 2005   | 2006   | 2007   | 2008   | 2009   | 2010 |
| ------------------ | ------ | ------ | ------ | ------ | ------ | ------ | ------ | ------ | ------ | ---- |
| Punktlighet        | 83,2 % | 85,7 % | 87,3 % | 86,4 % | 83,3 % | 81,1 % | 84,5 % | 87,7 % | 90,4 % | –    |
| Inställda avgångar | 1,6 %  | 1,7 %  | 1,1 %  | 1,4 %  | 1,7 %  | 2,7 %  | 2,3 %  | 1,7 %  | 1,5 %  | –    |
| Nöjda resenärer    | –      | 47 %   | 50 %   | 51 %   | 42 %   | 36 %   | 54 %   | 61 %   | 69 %   | 59 % |

År 2007 startade Banverket, SJ AB och SL ett gemensamt projekt för att minska tågförseningarna i Mälardalen. Resultatet blev en åtgärdslista med 44 punkter med målsättningen att halvera förseningarna till 2010.

## Fordon

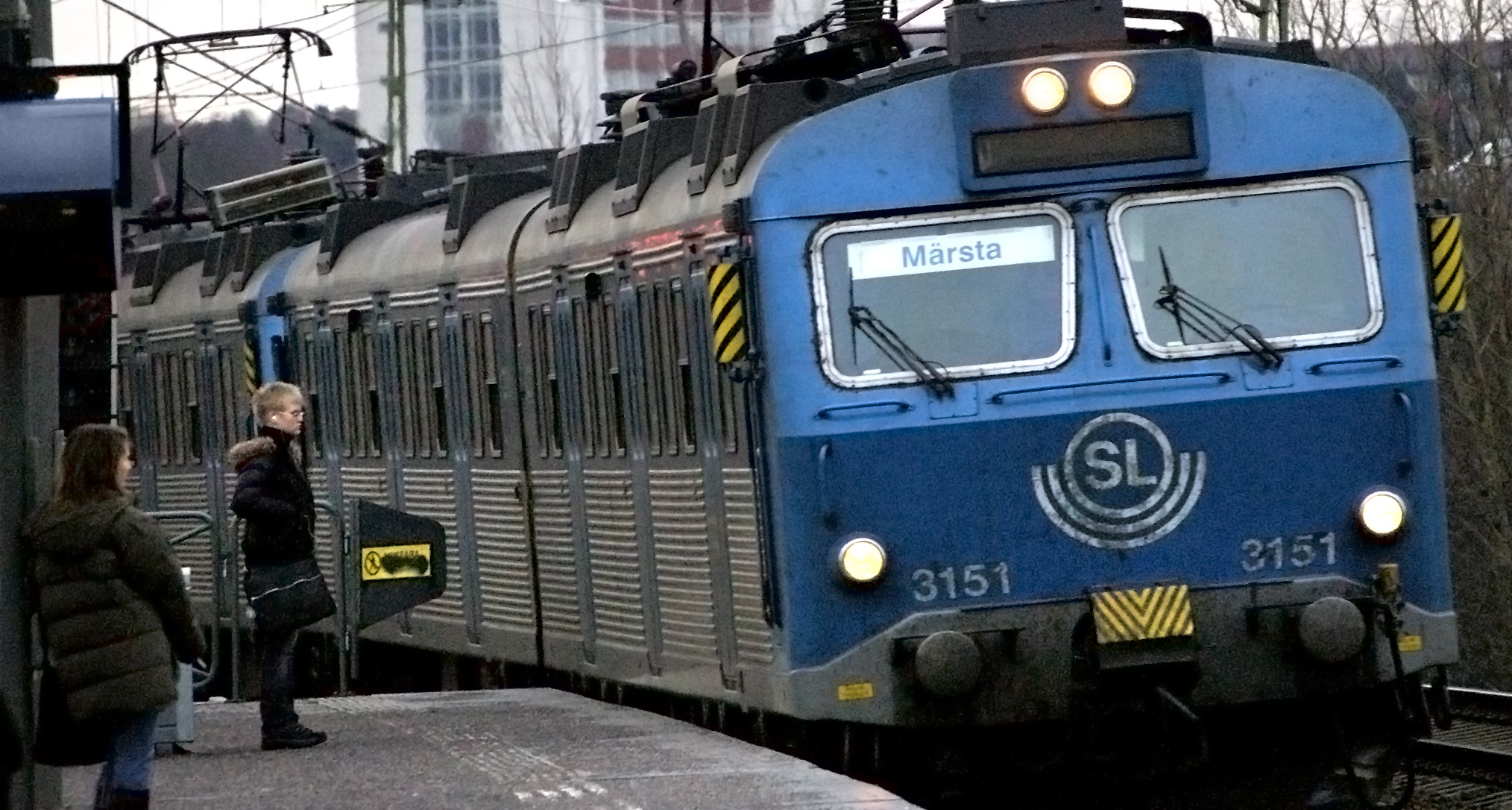
Pendeltåg av typen X10 mot Märsta ankommer Årstaberg, 2007.

I trafik:
- X60 (sedan 2005)
- X60B (sedan 2016)

Ej längre i trafik:
Ordinarie fordon:
- X6 (1960-1970)
- X1 (1968–2011)
- X10 (1983–2017)

Fordon som användes en kort period:
- X20 och X23 (2001–2002)[21]
- Bn (2001–2003), "dansktåg"[22]
- X420 (2002–2005), "tysktåg"[23]

### Översikt över de olika generationerna pendeltåg
| Tekn. gen. | Beteckning | Antal säten [pl] | Korgbredd [cm] | Konfig säten 2 kl | Sätesavstånd 2 kl [cm] | Klimatanl. | Sth [km/h] | Lös [mm] | Tomvikt [t]   | Antal vagnenh. [st] | Max. kont. eff. [kW] | Antal axlar [st] | Lev       | I trafik  | Ref    |
| ---------- | ---------- | ---------------- | -------------- | ----------------- | ---------------------- | ---------- | ---------- | -------- | ------------- | ------------------- | -------------------- | ---------------- | --------- | --------- | ------ |
| 1950-tal   | X6         | (302)            | 314            | 2 + 3             | ?                      | nej        | 100        | 73 720   | 144,6         | 3                   | 1 100                | 12               | 1960      | 1960–1970 | [ 25 ] |
| 1960-tal   | X1         | 196              | 314            | 2 + 3             | (80)                   | nej        | 120        | 49 550   | 78            | 2                   | 1 120                | 8                | 1967–1975 | 1967–2011 | [ 26 ] |
| 1980-tal   | X10        | 176              | 308            | 2 + 3             | 80                     | nej        | 140        | 49 868   | 100           | 2                   | 1 280                | 8                | 1983–1993 | 1983–2017 | [ 27 ] |
| 2000-tal   | X60        | 374/356(X60B)    | 326            | 2 + 3             | 80                     | ja         | 160        | 107 100  | 206/210(X60B) | 6                   | 3 000                | 14               | 2005–2017 | 2005–     | [ 28 ] |

## Depåer
Uppställning och underhåll av pendeltågen sker sedan 1968 i Älvsjödepån. År 2006 togs ytterligare en anläggning i bruk utanför Bro, den så kallade Brodepån. Ytterligare en depå, Södertäljedepån vid Södertälje hamn, togs i bruk 2009. Därutöver finns uppställning av fordon vid ett antal stationer som Kungsängen, Märsta, Upplands Väsby, Västerhaninge, Tumba, Kallhäll och Ulriksdal.

## Framtid

### Banutbyggnad
- Tomteboda–Kallhäll. Sträckan mellan Tomteboda och Kallhäll på Mälarbanan är idag hårt trafikerad. Beslut har fattas att fyrspår kommer byggas längs nuvarande sträckning. Byggstart för sträckan Kallhäll–Barkarby skedde i november 2012 och sträckan färdigställdes 2016. För sträckorna Barkarby–Duvbo samt Tomteboda–Huvudsta inleddes arbetet med en järnvägsplan 2012.[29]
Trafikverket och Solna stad har träffat avtal om delsträckan genom Solna stad. Det innebär att järnvägen läggs i tunnel genom kommunen och att en ny pendeltågsstation byggs i Huvudsta.
Tidigast planerad byggstart för delsträckan är 2024.[30] Färdigställandet av delsträckan beräknas till cirka 8 år efter byggstart, med undantag för Huvudsta station som kommer att färdigställas senast två år efter att järnvägen är klar.[31]
- Uppsala–Länsgränsen. Fyra spår Uppsala–Länsgränsen skulle möjliggöra uppehåll i Bergsbrunna och Alsike. 11 december 2017 presenterades Uppsalapaketet, en överenskommelse mellan staten, Region Uppsala och Uppsala kommun på bostads- och infrastruktursatsningar i Uppsala. Enligt paketet ska en järnvägsstation i Bergsbrunna vara klar senast 2029. [32] Byggstart för projektet är tidigast 2026 för delen Uppsala - Bergsbrunna och 2028 för Bergsbrunna - Länsgränsen. I Bergsbrunna ska anslutning till spårväg finnas. För trafikering innebär detta att tågen även stannar i Bergsbrunna och Alsike. Ett regionalpendeltågskoncept introduceras också mellan Uppsala C och Stockholm med stopp i Bergsbrunna, Knivsta, Märsta och Upplands Väsby på vägen.[33]

### Linjeändringar
- Den 10 december 2017 togs en ny linjenumrering i bruk. Nya linjenummer är 40–45, samt 48 (Södertälje–Gnesta; gamla linje 37). Linje 45 trafikeras ej men är reserverad för framtida trafik Uppsala–Nynäshamn och fanns inledningsvis med på SL:s spårtrafikkartor, men togs senare bort. Vissa linjer har turer med suffix X, till exempel 43X; så kallade "snabbpendeltåg" vilka går med reducerat antal stopp och därmed även reducerad restid. [34]
- Den 15 december 2024 togs en ny tidtabell i bruk av SL. Denna gång fick samtliga linjer ökad turtäthet, med undantag för linje 48. Detta blev möjligt i samband med att linje 44 och snabbtågslinjen 42X togs bort. De avgångstider som tidigare tillhörde dessa numera borttagna linjer har istället fördelats på de återstående.[35]

### Nya linjer
- I Region Stockholms Kollektivtrafikplan 2050[36] nämns planer på pendeltågstrafik från Södertälje C till Vagnhärad samt Strängnäs. Dessa två linjer skulle tillsammans med linje 48 ge Södertälje ett eget, mindre pendeltågsnät.

## Referenser

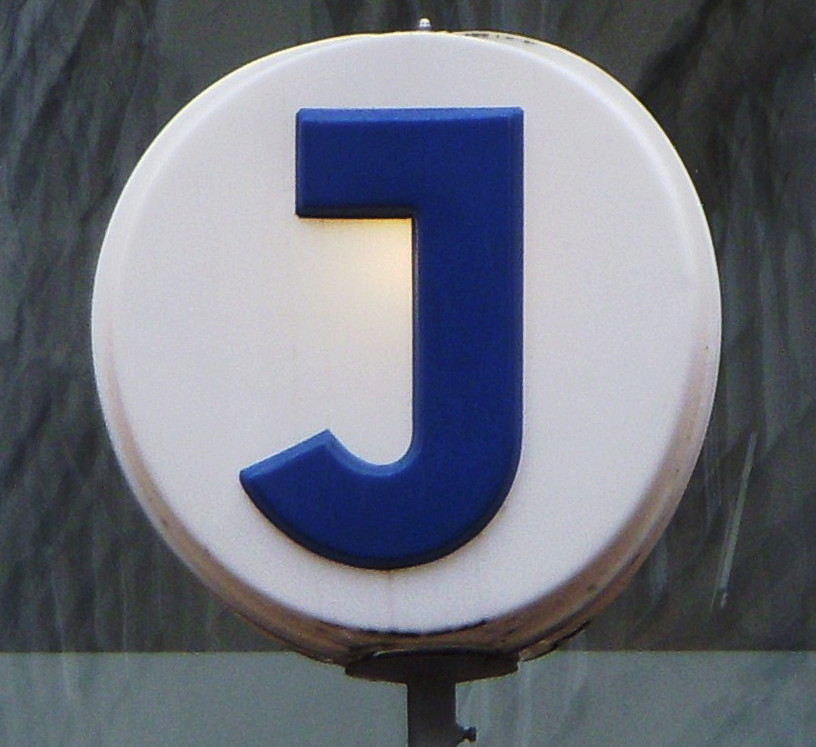
J-symbolen hade likheter med T-symbolen.